# メッツァーノ
メッツァーノ（イタリア語: Mezzano）は、イタリア共和国トレンティーノ＝アルト・アディジェ州トレント自治県にある、人口約1,600人の基礎自治体（コムーネ）

## 地理

### 位置・広がり
トレント自治県北東部、ヴァッレ・ディ・プリミエーロに位置する集落。ヴァッレ・ディ・プリミエーロの中心集落であるフィエーラ・ディ・プリミエーロから南南西へ3km、県都トレントから東へ54kmの距離にある。

#### 隣接コムーネ
隣接するコムーネは以下の通り。括弧内のBLはベッルーノ県所属を示す。
- カナール・サン・ボーヴォ
- チェジオマッジョーレ (BL)
- フェルトレ (BL)
- イメール
- プリミエーロ・サン・マルティーノ・ディ・カストロッツァ (シロール、トランサックア)

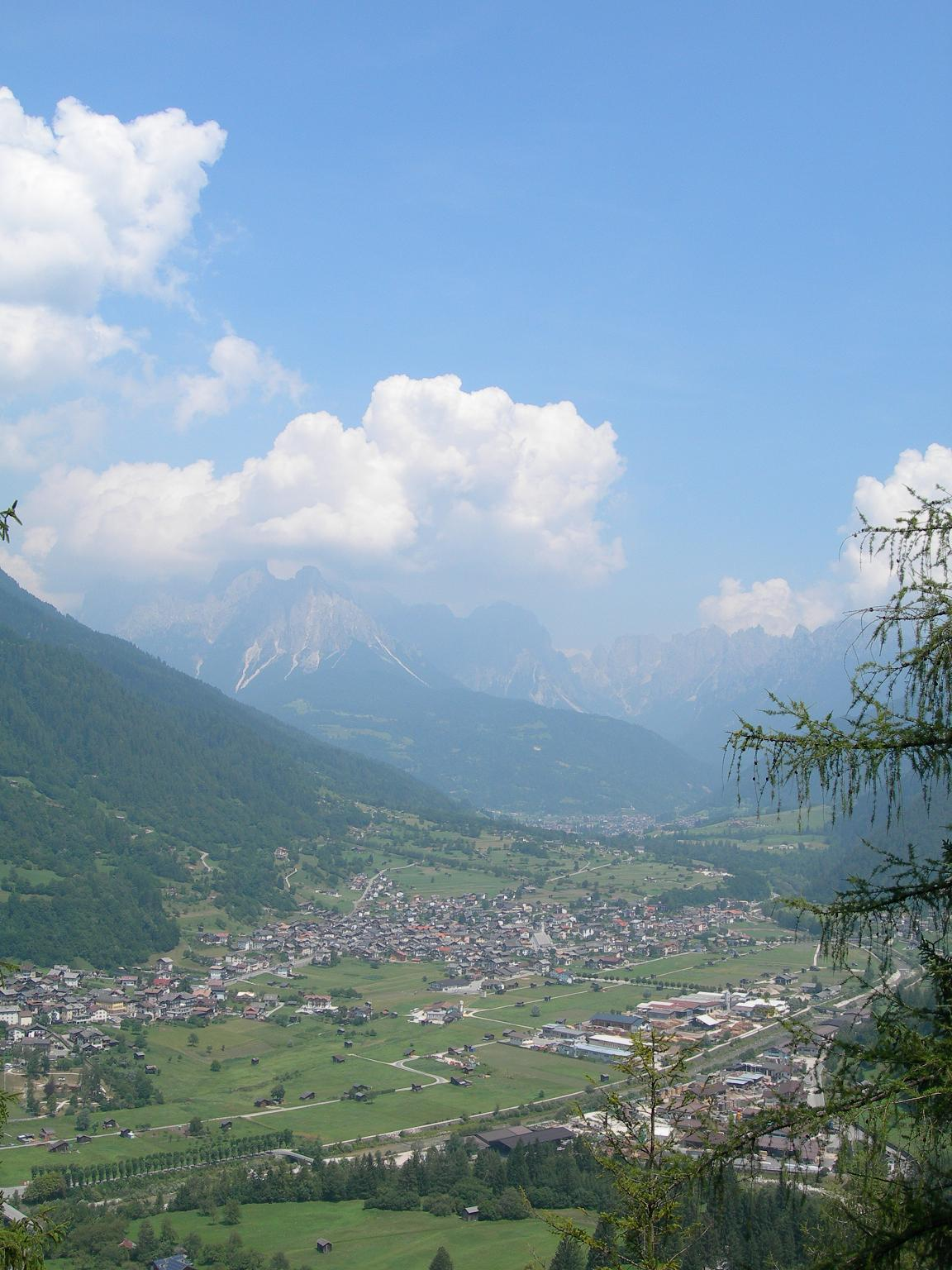
Mezzano visto dal Monte Vederna

- ソヴラモンテ (BL)

## 行政

### Comunità di valle
トレント自治県が設置した広域行政組織 Comunità di valle のひとつ「プリミエーロ」 (it:Comunità di Primiero)  （事務所所在地：旧トナディーコ）に含まれる。

## 文化・観光
「イタリアの最も美しい村」クラブ加盟コムーネである。